# Zakaz klonowania
Twierdzenie o nieklonowaniu (zakaz klonowania, twierdzenie o niemożności klonowania, ang. no-cloning theorem) – twierdzenie mówiące, że nie można wykonać kopii nieznanego stanu kwantowego. Zostało sformułowane i udowodnione przez Williama Woottersa i Wojciecha Żurka oraz niezależnie przez Dennisa Dieksa w 1982 roku i ma fundamentalne znaczenie dla teorii mechaniki kwantowej oraz informatyki kwantowej. Jego dopełnieniem jest zakaz usuwania, jak i zakaz ukrywania.

## Twierdzenie
Poszukujemy procedury pozwalającej na „skopiowanie” dowolnego stanu kwantowego {\displaystyle |\psi \rangle } (zob. Notacja Diraca). Aby zachować oryginalny stan {\displaystyle |\psi \rangle ,} złożymy go z innym stanem kwantowym {\displaystyle |s\rangle } i taki stan złożony {\displaystyle |\psi \rangle \otimes |s\rangle } poddamy predefiniowanej „operacji kopiowania”, tj. unitarnej ewolucji (zob. też Bramka kwantowa), na wyjściu której spodziewamy się uzyskać separowalny stan oryginalny {\displaystyle |\psi \rangle } złożony z jego kopią, tj. {\displaystyle |\psi \rangle \otimes |\psi \rangle .}
Twierdzenie: Nie istnieje uniwersalny operator unitarny {\displaystyle U} taki, że dla dowolnych znormalizowanych stanów {\displaystyle |\psi \rangle } i {\displaystyle |s\rangle }
{\displaystyle U(|\psi \rangle \otimes |s\rangle )=|\psi \rangle \otimes |\psi \rangle .}
Dowód 1: Uniwersalny operator unitarny {\displaystyle U,} którego poszukujemy, winien kopiować dowolne stany kwantowe, powiedzmy, {\displaystyle |\psi \rangle } i {\displaystyle |\phi \rangle .} Zakładając dodatkowy stan kwantowy {\displaystyle |s\rangle ,} który miałby zostać w trakcie tej operacji „nadpisany” stanem kopiowanym, można to zapisać w dwóch równaniach (w dalszej części pominięto symbol {\displaystyle \otimes } iloczynu tensorowego):
{\displaystyle U|\psi s\rangle =|\psi \psi \rangle }
oraz
{\displaystyle U|\phi s\rangle =|\phi \phi \rangle .}
Mnożąc skalarnie ich lewe strony, otrzymujemy:
{\displaystyle \langle \psi s|U^{\dagger }U|\phi s\rangle =\langle \psi s|\phi s\rangle =\langle \psi |\phi \rangle \langle s|s\rangle =\langle \psi |\phi \rangle ,}
natomiast mnożąc skalarnie ich prawe strony otrzymujemy:
{\displaystyle \langle \psi \psi |\phi \phi \rangle =\langle \psi |\phi \rangle \langle \psi |\phi \rangle =(\langle \psi |\phi \rangle )^{2}.}
Tym samym {\displaystyle \langle \psi |\phi \rangle =(\langle \psi |\phi \rangle )^{2},} co zachodzi jedynie dla {\displaystyle \langle \psi |\phi \rangle =0} lub {\displaystyle \langle \psi |\phi \rangle =1.} Pojedynczy operator unitarny {\displaystyle U} może zatem skopiować co najwyżej dwa stany ortonormalne {\displaystyle (\langle \psi |\phi \rangle =0),} ale nie dwa dowolne stany kwantowe {\displaystyle |\psi \rangle } i {\displaystyle |\phi \rangle .}
Rozważmy kopiowanie pojedynczego kubitu
{\displaystyle |\psi \rangle =\alpha |0\rangle +\beta |1\rangle ,}
który jest najmniejszą i niepodzielną jednostką informacji kwantowej. W ogólnym przypadku kubit reprezentowany jest w dwuwymiarowej przestrzeni Hilberta {\displaystyle H^{2}} przez dwie liczby zespolone {\displaystyle \alpha ,\beta \in \mathbb {C} ,} zwane amplitudami prawdopodobieństwa, spełniające warunek normalizacji {\displaystyle |\alpha |^{2}+|\beta |^{2}=1.} W ogólnym przypadku są to zatem trzy liczby rzeczywiste (dwa kąty skierowane oraz jeden moduł), których skopiowanie (z określoną dokładnością) przy użyciu komputera klasycznego nie stanowi problemu. Jeżeli jednak kubit jest spolaryzowany w bazie {{\displaystyle |0\rangle ,|1\rangle }} (tj. {\displaystyle |\alpha |^{2}=1} lub {\displaystyle |\beta |^{2}=1}), wówczas do jego reprezentacji wystarczy już tylko jedna liczba zespolona ({\displaystyle \alpha } lub {\displaystyle \beta }), czyli dwie liczby rzeczywiste (kąt skierowany oraz moduł równy jedności), podczas gdy wartość trzeciej może być dowolna. Fizyczna implementacja kubitu (np. spin elektronu, czy polaryzacja fotonu) przechowuje jednak całą informację o kubicie w swojej „strukturze”.
Dowód 2: Niech {\displaystyle |\psi \rangle =\alpha |0\rangle +\beta |1\rangle } oraz {\displaystyle |\psi '\rangle =-\alpha |0\rangle -\beta |1\rangle .} Operator klonowania zastosowany na {\displaystyle |\psi \rangle \otimes |0\rangle } oraz {\displaystyle |\psi '\rangle \otimes |0\rangle } da ten sam wynik, ponieważ {\displaystyle |\psi \rangle \otimes |\psi \rangle =|\psi '\rangle \otimes |\psi '\rangle ,} a więc dany operator nie jest odwracalny i nie może być poprawnym obliczeniem kwantowym.